# Hajminiya
Hajminiya – gaun wikas samiti w środkowej części Nepalu  w strefie Narajani w dystrykcie Rautahat. Według nepalskiego spisu powszechnego z 2001 roku liczył on 673 gospodarstw domowych i 3682 mieszkańców (1747 kobiet i 1935 mężczyzn).